# Lišaj oleandrový
Lišaj oleandrový (Daphnis nerii) je velký poměrně vzácný motýl z čeledi lišajovitých.

## Popis
Délka předních křídel činí 4,5–6,5 cm, přední křídla jsou úzká, zadní mnohem menší. Tělo je robustní, rovněž zelené, světle a tmavě stínované.

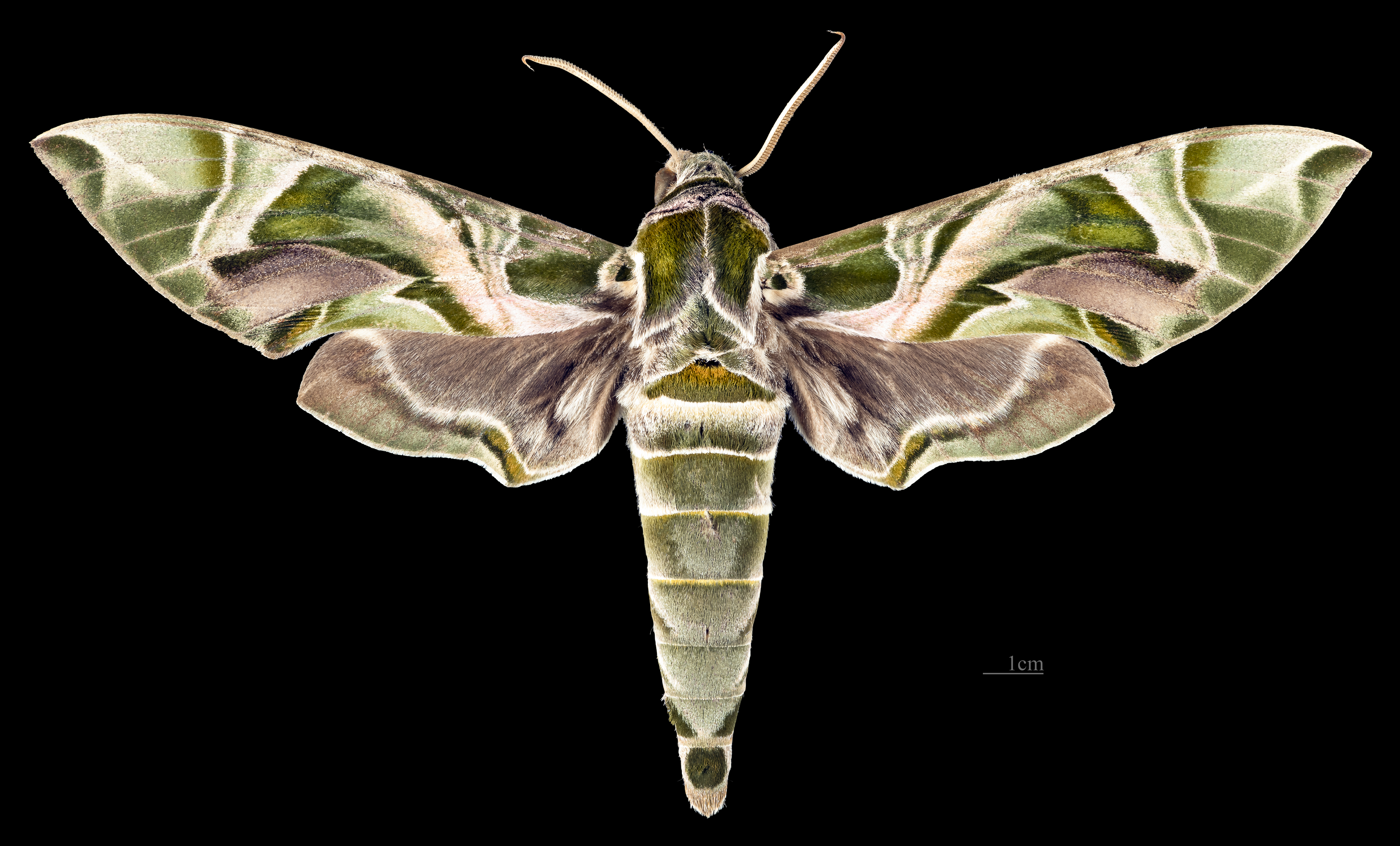
Daphnis nerii ♂
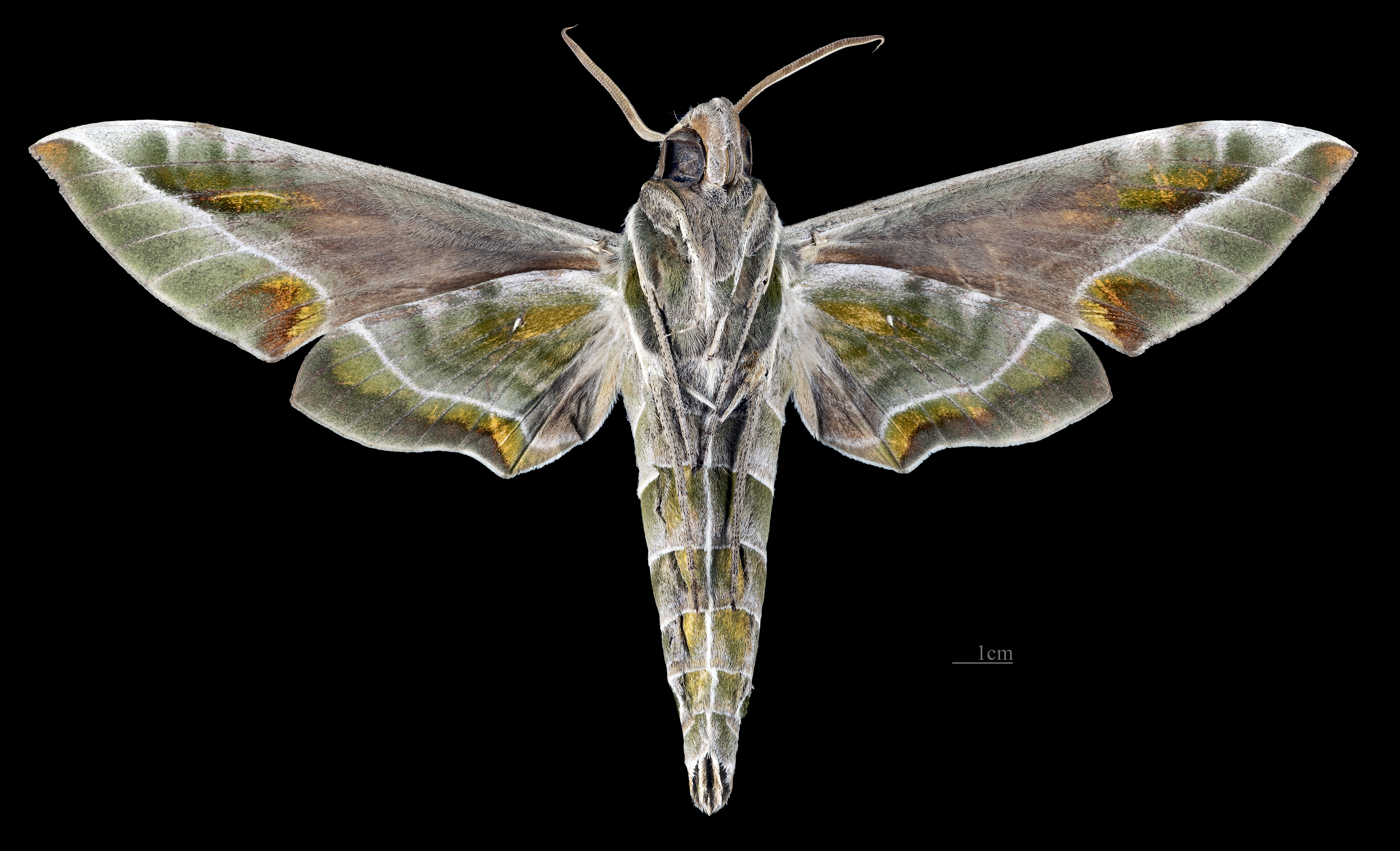
Daphnis nerii ♂ △

Housenku je možné nalézt od července do září. Je statná, pestře zbarvená, světle zelená nebo růžově červená. Na hrudi má velké, modrobílé oční skvrny, za nimi po stranách probíhají až na konec zadečku bílé pruhy, nad i pod jsou výrazné, bílé, tmavě lemováné tečky. Poslední zadečkový článek vybíhá v kratší růžek. Hostitelská rostlina je především oleandr, vzácněji barvínek. Housenka se kuklí v komůrce v zemi.

## Výskyt
Jižní Evropa, Afrika, Blízký východ až do Indie, zaznamenán však i v Číně. V Evropě je velmi vzácný migrant. Ve střední Evropě velmi vzácný a objevuje se jen velmi nepravidelně. V jižních údolích Alp je místy hojný.
Ve Středozemí v údolích řek, vysychajících řečištích potoků a v křovinách lesostepních biotopech s výskytem oleandru (Nerium oleander), ve střední Evropě vyhledává pěstované oleandry v zahradách a na balkonech.